# Sylvain Tesson
Sylvain Tesson (Parigi, 26 aprile 1972) è un giornalista e viaggiatore francese.

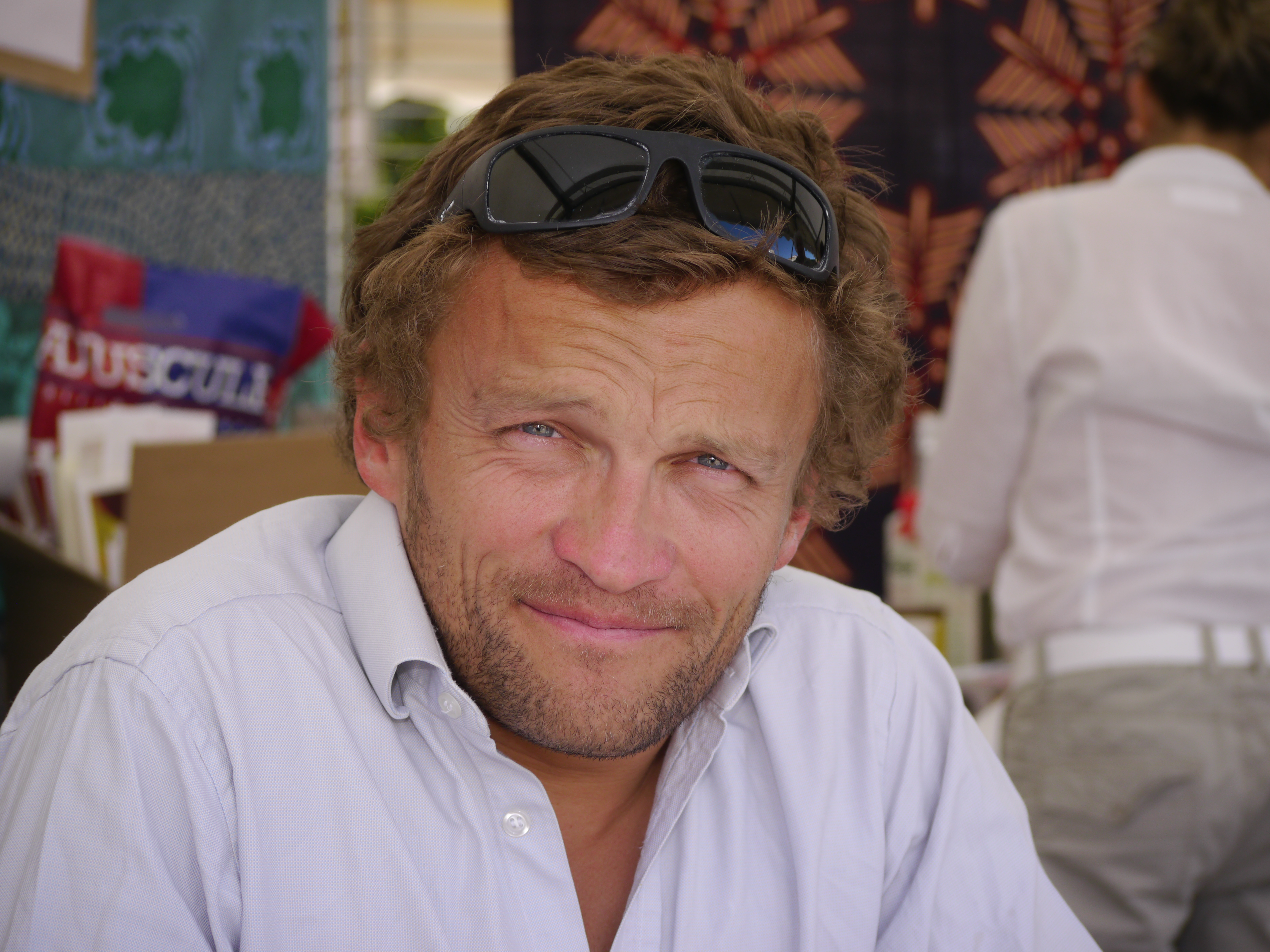
Sylvain Tesson nel 2011

Scrive su alcune delle più importanti testate giornalistiche francesi ed è autore di numerosi libri, tra cui Les jardins d'Allah, L'Axe du loup e Dans les forêts de Sibérie (premio Médicis essai, 2011).

## Opere
- On a roulé sur la terre (1996).
- La marche dans le ciel: 5000 km à pied à travers l'Himalaya (1998).
- La chevauchée des steppes: 3000 km à cheval à travers l'Asie centrale (2001) con Priscilla Telmon.
- L'axe du loup (2004).
- Les jardins d'Allah (2004).
- Petit traité sur l'immensité du monde (2005). Trad. italiana: Piccolo trattato sull'immensità del mondo, Guanda (2006).
- Sous l'étoile de la liberté (2005).
- Une vie à coucher dehors (2009).
- Èloge de l'énergie vagabonde (2007). Trad. italiana: Baku, elogio dell'energia vagabonda, excelsior 1881 (2007).
- Dans les  forêts de Sibérie (2011). Trad. italiana:  Nelle foreste siberiane, Sellerio (2012).
- S'abbandoner à vivre (2014). Trad. italiana: Abbandonarsi a vivere, Sellerio (2015).
- Berezina. En side-car avec Napoléon (2015). Trad. Italiana: Beresina. In sidecar con Napoleone, Sellerio (2016).
- Sur les chemins noir (2016). Trad. italiana: Sentieri neri, Sellerio (2018).
- " La panthère des neiges "(2019).Trad. italiana: La pantera delle nevi, trad.  Roberta Ferrara, Palermo, Sellerio [coll.: Il contesto, 111], (2020)